# Log lift

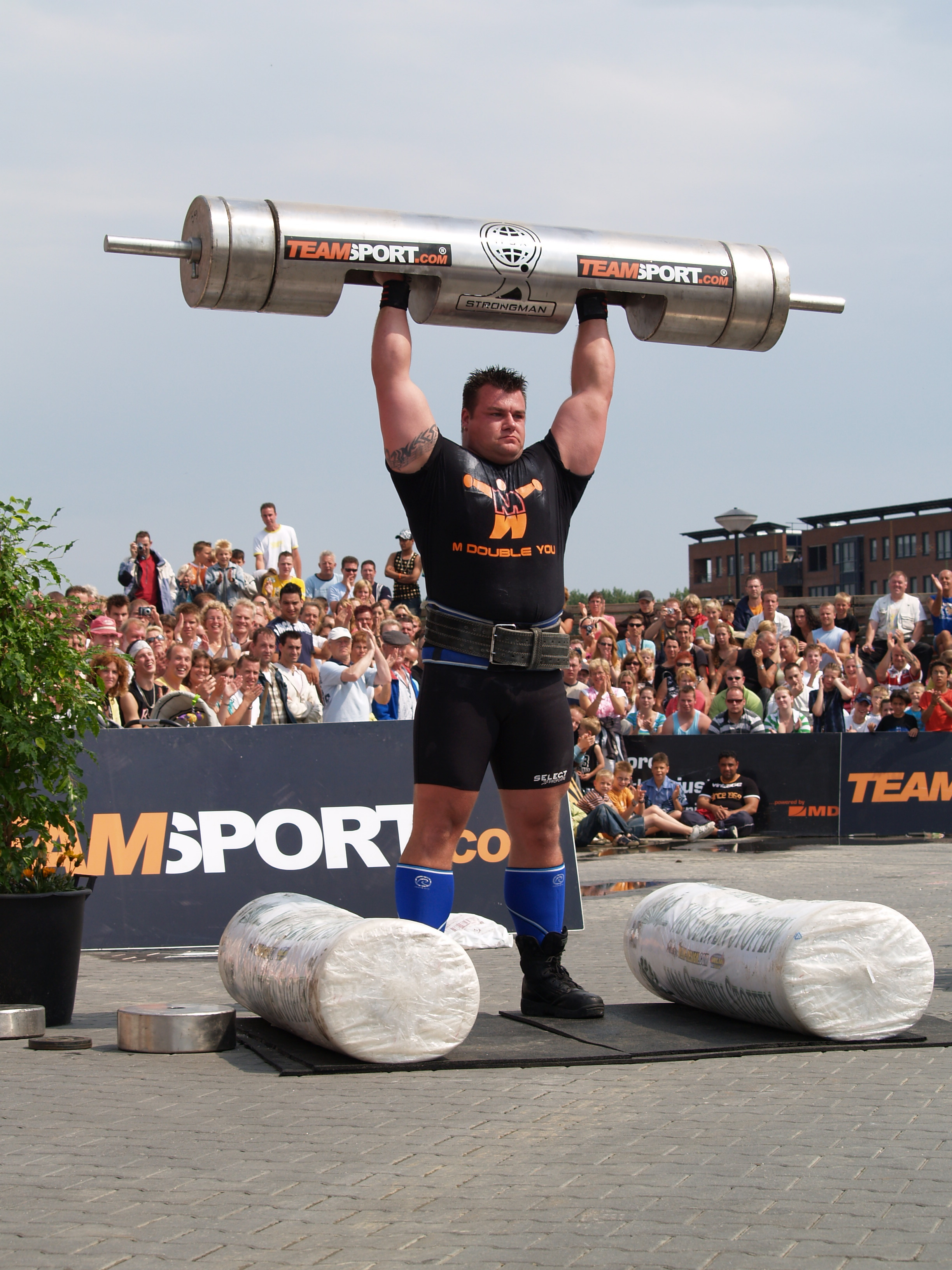
Jarno Hams voert een log lift uit. ('boomstamtillen')

De log lift, ook wel boomstamtillen genoemd, is een onderdeel bij sterkste man-competities, zoals de Sterkste Man van de Wereld, Sterkste Man van Europa, Strongman Champions League, de Arnold Strongman Classic en Sterkste Man van Nederland. Sinds 2008 is er jaarlijks een wereldkampioenschap. De term log lift is uit het Engels afkomstig en wordt wereldwijd gebruikt.

## Uitvoering
Bij een log lift gebruikt men een stalen (nep)boomstam met 2 interne handgrepen, het totaalgewicht is 100 kg. Aan deze 'boomstam' kunnen gewichtschijven worden toegevoegd. De bedoeling is dat men de boomstam oppakt (die meestal op twee autobanden, twee tapijtrollen, of een andere 'veerbare' verhoging rust) en voorslaat. Daarna is het de bedoeling dat men de boomstam uitdrukt tot men recht staat en de armen gestrekt zijn. Dit moet men minimaal 1 seconde volhouden en het hoofd mag niet als tussenstop gebruikt worden om het gewicht op te laten rusten. Gaat alles goed, dan is het een goede 'lift'. In de beginperiode (jaren '80) was het gewicht kort laten rusten op het hoofd, nog wel toegestaan. Men moet het gewicht weer neerleggen, maar uit veiligheidsoverwegingen mag men het gewicht ook op de 2 veerbare objecten laten vallen, of ernaast, bijvoorbeeld als men het gewicht niet meer kan houden. Er zouden anders ernstige blessures kunnen ontstaan en de veiligheid van de deelnemer staat voorop.
Voorheen werd soms een uitgeholde boomstam gebruikt of ander materiaal. Op de Arnold Strongman Classic, een jaarlijks Sterkste Man-evenement, wordt een op een boomstam lijkend object gebruikt.

## Wereldkampioenschap
Sinds 2008 is er een wereldkampioenschap, wat tot en met (2014) door Žydrūnas Savickas is gewonnen. In 2015 haalde Savickas een gedeelde eerste plaats, met 211 kg, met twee anderen, Eddie Hall en Graham Hicks, aangezien twee recordpogingen van Savickas mislukten. Savickas is in 2014 wereldrecordhouder met 227 kg (500 lb), die hij behaalde op de Giants Live, te Polen, op 2 mei 2014. Op 26 april had hij het wereldrecord al op 223 kg gezet en zes dagen later haalde hij alweer een nieuw record, de 'magische grens' van 500 lb, die hij in 2015 overschreed met 1 kg.

### Wereldkampioenschap 2016
Rob Kearney uit de Verenigde Staten haalt als lichtste deelnemer ooit (105 kg) de grens van 200 kg, door na een poging die op een haar na mislukte met 190 kg, daarna voor 202,5 kg ging en dit succesvol uitstootte. Dit maakte hem meteen de winnaar van het evenement in Litouwen. Twee Litouwers liet hij achter zich.

### Wereldkampioenschap 2017
Als onderdeel van de Strongman Champions League won de Engelsman Graham Hicks het wereldkampioenschap log lift 2017 in Litouwen. De houder van het wereldrecord, Savickas, woont in Litouwen en deed dit jaar niet mee, aangezien de Sterkste Man van de Wereld, waar Savickas wel aan meedoet, in dezelfde periode wordt gehouden. Vytautas Lalas uit Litouwen werd tweede en zijn landgenoot Vidas Blekaitis derde.

### 2018
In 2018 won Cheick Sanou uit Burkina Faso, beter bekend als "Iron Biby", het kampioenschap met 213 kg en evenaarde daarmee zijn eigen persoonlijke record. In september 2019 verbrak Iron Biby het wereldrecord van Savickas, die jarenlang de wereldrecordhouder was. In die tijd trainde hij nog met vrij ouderwetse voorwerpen, omdat er geen moderne gym in Burkina Faso was voor Sterkste Man-doeleinden. Sinds 2021 traint Iron Biby met professioneler materiaal, mede dankzij sponsoren en de status van (officieuze) 'Sterkste Man van de Wereld', die hij geniet in Burkina Faso.

### 2021
Tijdens de wedstrijd Sterkste Man van Europa, vond het wereldkampioenschap log lift plaats. Luke Stoltman won zowel de titel Sterkste Man van Europa als het WK log lift op 4 september 2021.

## Overig
In 1980 zette Bill Kazmaier het eerste wereldrecord neer, wat toen 157 kg was. Tot 1989 verbeterde hij dit record tot 170 kg. Vanaf 2009 is 170 kg het startgewicht bij het wereldkampioenschap log lift, wat 20 jaar eerder het record was. Jamie Reeves verbeterde het record van Kazmaier in 1989 tot 177 kg en in 1992 tot 180 kg op de 'Mighty Man' wedstrijd in Johannesburg, Zuid-Afrika. Svend Karlsen zette het record op 185 kg en Hugo Girard verbeterde dit in 2003 met 1 kg naar 186 kg. Daarna kwam Žydrūnas Savickas in beeld, die het record op 188 kg zette, wat weer verbeterd werd door de Rus Raimunds Bergmanis die in 2004 het record op 190 kg zette.

### Žydrūnas Savickas
Savickas haalde als eerste (en een van de weinige) de 'magische' grens van 200 kg. Vanaf 2005 was het record in handen van Žydrūnas Savickas uit Litouwen die, vanaf 2005 tot 2015 het record een of meerdere malen verbeterde. In 2008 probeerde hij een recordpoging op het wereldkampioenschap met 212,5 wat niet lukte. Toch won Savickas deze wedstrijd met een lift van 200 kg. In 2008 haalde hij wel 207,5 kg als nieuw record en in 2009 alsnog de 212.5 kg. Men gaat vrijwel alleen voor een recordpoging als men het onderdeel (of de wedstrijd) al gewonnen heeft.

### Mikhail Koklyaev en Krzysztof Radzikowski
Belangrijke concurrenten van Savickas waren de Rus Mikhail Koklyaev, die een stuk lichter is dan Savickas en bijna 10 jaar jonger, zijn persoonlijk record staat op 210 kg en de Pool Krzysztof Radzikowski die bij de wereldkampioenschappen in 2012 als tweede eindigde met 215 kg. Radzikowski en Savickas waren ook erg aan elkaar gewaagd bij het maandelijkse en steeds van land wisselende Strongman Champions League. Savickas doet in 2021 nog sporadisch aan wedstrijden mee, het is nu aan de jongere generatie.

## Log lift wereldrecords vanaf 2005 (Žydrūnas Savickas)
| Jaar | Gewicht         | Locatie |
| ---- | --------------- | --- |
| 2005 | 200 kg          | Hongarije |
| 2005 | 202.5 kg        | Letland |
| 2006 | 205 kg          | Nederland |
| 2008 | 207.5 kg        | Nederland |
| 2008 | 210 kg          | Litouwen |
| 2009 | 212.5 kg        | Litouwen |
| 2012 | 215 kg          | Sarajevo |
| 2012 | 216 kg          | Engeland |
| 2012 | 217.5 kg        | Nederland (Zevenaar)                                                                                          |
| 2012 | 220 kg          | Verenigde Staten (Wedstrijd: Sterkste Man van de Wereld 2012)                                                 |
| 2013 | 222,5 kg        | (Wedstrijd in Vilnius, Litouwen, de woonplaats van Savickas)                                                  |
| 2014 | 223 kg          | Brazilië (Wedstrijd: Arnold Strongman Classic, 2014 (II), Rio de Janeiro).                                    |
| 2014 | 227 kg (500 lb) | Polen (Wedstrijd: Giants Live, 2 mei 2014.                                                                    |
| 2015 | 228 kg          | Rio de Janeiro, Brazilië, Arnold Strongman Classic 2015, aangemoedigd door Arnold Schwarzenegger, 30 mei 2015 |

### Iron Biby
| Jaar | Gewicht | Locatie                                        |
| ---- | ------- | ---------------------------------------------- |
| 2021 | 229 kg  | Glasgow, Schotland, 19 september 2021          |
| 2023 | 230 kg  | Leeds, Engeland (Giants Live), 21 oktober 2023 |

## Lijst van winnaars van het WK log lift
- 2008 Žydrūnas Savickas (Litouwen)
- 2009 Žydrūnas Savickas
- 2011 Žydrūnas Savickas
- 2012 Žydrūnas Savickas
- 2013 Žydrunas Savickas
- 2015 Vidas Blekaitis (Litouwen)
- 2016 Rob Kearney (Verenigde Staten)/ Vidas Blekaitis (Litouwen)
- 2017 Graham Hicks (Verenigd Koninkrijk)
- 2018 Iron Biby (Burkina Faso)
- 2019 Žydrūnas Savickas (Litouwen)[8]
- 2021 Iron Biby (wereldrecord: 229 kg)
- 2022 Luke Stoltman: 218 kg & Iron Biby (Cheick Sanou): 218 kg
- 2023 Iron Biby (Cheick Ahmed Al-Hassan Sanou) (wereldrecord: 230 kg)[9] Op 21 oktober 2023 werd dit record officieel erkend door het Guinness Book of Records.
- 2024 Iron Biby (Birmingham, Engeland, 7 september)

## Nederlands record
Sinds 2012 is er een Nederlands kampioenschap log lift. Hier is geen vaste organisator voor, maar soms wordt het gecombineerd met een ander evenement, vaak door Alex Moonen, of gewoon los georganiseerd. Jarno Hams was jaren recordhouder en haalde records voornamelijk op nationale en internationale 'Sterkste Man' wedstrijden en de 'Champions League', waar de log lift een onderdeel was en vaak nog steeds is. Op 5 mei 2012, vestigde hij echter op het Nederlands kampioenschap een record van 180 kg. Dit kampioenschap viel samen met de wedstrijd 'Sterkste Limburger', waar Hams niet aan deelnam (omdat hij geen Limburger is). Daarna haalde hij op een wedstrijd van het steeds van land wisselende 'Champions League' een nieuw Nederlands record van 182,5 kg, toevallig in Nederland, in Zevenaar. Hij behaalde hier een tweede plaats op dit onderdeel. Savickas, de wereldrecordhouder, haalde in deze wedstrijd een wereldrecord van 217,5 kg, precies 25 kg meer, terwijl hij bij zijn eerste poging, onder de 190 kg, bijna faalde, waarschijnlijk omdat hij niet goed in balans stond.
Op 4 november 2012 werd het Nederlandse record verbeterd tot 185 kg, door zowel Jarno Hams als Alex Moonen, te Brunssum, op het door Alex Moonen georganiseerde en gewonnen krachtsportevenement "Push & Pull". (stichting STML (Stichting Strongest Man Team Limburg)). Op maandag 1 april 2013 werd in Weert het Nederlands kampioenschap log lift gehouden. Deelnemers waren onder andere Alex Moonen en Jan Wagenaar. De winnaar was Alex Moonen met 175 kg. Mederecordhouder Jarno Hams deed niet mee, hij was zich vooral aan het voorbereiden op de wedstrijd Sterkste Man van  Nederland in juli 2013, na zijn schaatsavontuur bij Sterren Dansen op het IJs, seizoen 5.
Tijdens de Nederlandse kampioenschappen boomstamtillen (log lift), op 9 juni 2014, op de Vrije Markt te Brunssum, verbrak Alex Moonen het Nederlands record met 2,5 kg tot 187,5 kg. Sinds Alex Moonen rond 2015 stopte met Sterkste Man wedstrijden, zijn er vrijwel geen aparte wedstrijden meer gehouden. Een record kan nog steeds gehaald worden in andere wedstrijden, zoals Sterkste Man van Nederland.

## Belgisch record
Het record log lift staat in België op 170 kg, een persoonlijk record van de Sterkste Man van België: Jimmy Laureys in 2013.

## Wereldkampioenschap log lift 2013
Zaterdag 19 oktober 2013 vond het wereldkampioenschap log lift plaats in Vilnius, Litouwen. Een thuiswedstrijd voor recordhouder Žydrūnas Savickas, die het record al vanaf 2005 in handen heeft. Savickas  won en zette een record neer van 222,5 kg.  Tweede was Vidas Blekaitis met 205 kg. Derde was de grootste concurrent op dit onderdeel van Savickas, Krzysztof Radzikowski, die 200 kg uitstootte. Zijn persoonlijk record is 215 kg, 7,5 kg minder dan Savickas. Nederlander Alex Moonen was als elfde geplaatst van de twaalf deelnemers en deed dus voor Nederland mee. Wegens griepachtige klachten presteerde hij niet zo goed en besloot Moonen om niet deel te nemen aan de Savickas Classic, die zondag 20 oktober 2013 plaatsvond.

## Arnold Strongman Classic 2014 en 2015
Op de Arnold Strongman Classic deed Savickas 4 log lifts met 200 kg achter elkaar, wat een wereldrecord is. Žydrūnas Savickas won het gehele evenement, dat naar Arnold Schwarzenegger vernoemd is, die er bijna elke keer ook bij is. Brian Shaw, de toen huidige Sterkste Man van de Wereld, die deze titel van Savickas won in 2013 werd 2e bij dit evenement en moest toekijken hoe Savickas meerder Sterkste Man-records verbrak, waaronder ook een deadlift van 525 kg, met Hummerbanden, op 1 maart 2014. Savickas haalde op de tweede Arnold Strongman Classic, te Rio de Janeiro, Brazilië, wederom een record log lift van, 223 kg, op 26 april 2014.
Tijdens de Arnold Strongman Classic te Rio de Janeiro, Brazilië, zet Savickas, onder aanmoediging van Schwarzenegger zelf, een nieuw record neer van boven de 500 lb, namelijk 502,5 lb (228 kg).

## 2015
Op 14 februari 2015 vond de "World Log Press Challenge" (Wereldkampioenschap log lift) plaats. Savickas wilde het door hem gehaalde historische record van 500 lb verbeteren naar 507 lb (230 kg). Al meer dan tien jaar slaagt hij in de meeste recordpogingen. Deze keer lukte het niet en mislukte een poging met 228 kg. Graham Hicks probeerde 220 kg, maar liet het gewicht achterwaarts vallen. Eddie Hall uit Engeland probeerde ook 220 kg, maar direct na uitstoten viel het gewicht op zijn  hoofd, gelukkig van een geringe hoogte. De uitslag van het kampioenschap was drie eerste plaatsen met 211 kg op naam van Savickas, Hall en Graham Hicks. Voor Hicks was dit het Britse record, dat in september 2018 nog steeds het hoogste is.

## 2020
Savickas doet in 2019 en 2020 nog mee aan Sterkste Man-evenementen, maar behoort vanwege zijn leeftijd en de steeds sterker wordende tegenstanders niet meer tot de absolute top, nog wel tot de gewone top. In april 2020 staan de wereldrecords log lift nog steeds op zijn naam.

### Brits record
Engelsman Luke Stoltman haalde op 8 april 2020 een Brits record van  222,5 kg.

## 2021, 2022 en 2023
De West-Afrikaan Iron Biby, verbrak op 19 september 2021, bij Giants Live in Glasgow, Schotland, het wereldrecord log lift van Savickas. Iron Biby drukte een 'boomstam' van 229 kg omhoog.
Op 2 april 2022 deed (Sheik) Iron Biby een recordpoging met 230 kg, bij Giants Live in Leeds, een gewicht dat nog nooit officieel tijdens een wedstrijd geprobeerd is uit te drukken. Hoewel Iron Biby het wel uitdrukte, waren zijn armen niet recht genoeg en toonde hij wat instabiliteit en werd de recordpoging daardoor afgekeurd.
In 2023 wordt Iron Biby weer kampioen, op 21 oktober. Ook verbreekt hij zijn eigen wereldrecord en zet het op 230 kg.